# Bonlier
Bonlier is een gemeente in het Franse departement Oise (regio Hauts-de-France) en telt 383 inwoners (2005). De plaats maakt deel uit van het arrondissement Beauvais.

## Geografie
De oppervlakte van Bonlier bedraagt 4,4 km², de bevolkingsdichtheid is 87,0 inwoners per km².
De onderstaande kaart toont de ligging van Bonlier met de belangrijkste infrastructuur en aangrenzende gemeenten.

## Demografie
Onderstaande figuur toont het verloop van het inwonertal (bron: INSEE-tellingen).